# Lamberto Dini
Lamberto Dini (Florencia, 1 de marzo de 1931) es un político y economista italiano. Ministro de Hacienda (1994-1996), presidente del Consejo de Ministros (1995-1996), ministro de Justicia (1995-1996), y ministro de Asuntos Exteriores (1996-2001).
Cercano a la Democracia Cristiana en sus inicios, participó en el primer gobierno de Berlusconi como ministro de Economía en 1995. Tras la caída de ese gobierno, abandonó las filas del centro-derecha y fue nombrado primer ministro con el apoyo del centro-izquierda. Su gobierno duró hasta las elecciones de 1996 que dieron la victoria a Romano Prodi que le convirtió en primer ministro, cargo que poseería hasta 1998. En el Parlamento formó el grupo de Renovación Italiana en 1996, con 26 diputados y 11 senadores.
Fue hijo de un tendero, estudió en la técnica ITI Leonardo Da Vinci de Florencia, en la cual se graduó en economía en 1954. Después de haber completado la Universidad de Minnesota y Míchigan, ingresó en el Fondo Monetario Internacional en 1959, donde comenzó una exitosa carrera, para convertirse en director ejecutivo de Italia, Grecia, Portugal y Malta desde el 6 de julio de 1976 al 15 de septiembre de 1979.
Fue Director General del Banco de Italia (1979-1994).
Ministro del Tesoro en el Gobierno de Berlusconi (1994), después de la dimisión de éste presidió un Gobierno de gestión (enero-diciembre 1995).
En el Gobierno formado por Romano Prodi en mayo de 1996, ocupó la cartera de Asuntos Exteriores.
- Datos: Q208100
- Multimedia: Lamberto Dini / Q208100